# Delta Equulei
δ Equulei (Delta Equulei, kurz δ Equ) ist ein Doppelstern im Sternbild Füllen. Er ist 4,49m hell und liegt 60 Lichtjahre von der Sonne entfernt. Die Einzelsterne umkreisen einander mit einer Umlaufperiode von 5,7 Jahren.

## Physikalische Eigenschaften
Der Doppelstern setzt sich aus den Sternen δ Equulei A und δ Equulei B zusammen, welche scheinbare Helligkeiten von 5,2m (δ Equ A) und 5,3m (δ Equ B) besitzen (zusammengerechnet ergibt dies 4,49m). Die Sterne ähneln sich in ihren physikalischen Eigenschaften sehr: Sie gehören beide der Spektral- und Leuchtkraftklasse F7 V an, sie besitzen mit ca. 6 200 K in etwa die gleiche Oberflächentemperatur und sie sind mit je knapp 1,2 Sonnenmassen annähernd gleich schwer. Die Metallizität [Fe/H] des Sternsystems beträgt −0,07, was in anderen Worten 85 Prozent der solaren Metallizität entspricht. Auf Basis der Modelle zur Sternevolution wurde das Alter des Systems zu 2,2 ± 0,6 Milliarden Jahre berechnet.

## Das Sternsystem
Mit einer Umlaufzeit von 5,7 Jahren besaß δ Equulei bis ins 20. Jahrhundert eine der kürzesten bekannten Umlaufperioden unter den visuellen Doppelsternen, wobei visuell bedeutet, dass er mit einem Teleskop oder Fernrohr (vor dem Aufkommen moderner Techniken wie Interferometrie, Speckle-Interferometrie, adaptive Optik etc.) noch in zwei getrennte Lichtquellen auflösbar war. Den größtmöglichen Winkelabstand erreichen die Sterne annähernd beim Durchlauf des Apastrons mit 0,33″. Zugleich ist δ Equulei ein spektroskopischer Doppelstern, da er periodische Verschiebungen der Spektrallinien im Linienspektrum zeigt, die durch die Umkreisung der Sterne und folglich der Änderung ihrer Radialgeschwindigkeit entstehen (Doppler-Effekt). Das System gehört zu den SB2-Doppelsternen (double-lined spectroscopic binary). Hierbei sind im Linienspektrum die Linien von beiden Komponenten sichtbar. δ Equulei ist eines der wenigen Systeme, die sowohl zu den visuellen als auch zu den spektroskopischen Doppelsternen zählen. Das erlaubt es, alle Bahnelemente eindeutig zu bestimmen und die Lage des Systems im Raum dreidimensional wiederzugeben (bei rein visuellen bzw. rein spektroskopischen Doppelsternen ist dies nicht möglich).
Die Doppelsternnatur von δ Equulei wurde im Jahr 1852 von Otto Wilhelm von Struve entdeckt. William Hussey bestimmte um 1900 am Lick-Observatorium die Umlaufzeit erstmals korrekt zu 5,7 Jahre; seine übrigen angegebenen Bahnelemente wichen noch deutlich von den modernen Werten ab. δ Equulei löste dabei den bisherigen „Rekordhalter“ κ Pegasi als visuellen Doppelstern mit der kürzesten bekannten Umlaufperiode (11,6 Jahre) ab. Die vollständigen korrekten Bahnelemente wurden später von Willem Jacob Luyten berechnet und im Jahr 1934 publiziert. Im Laufe der Zeit präzisierten weitere visuelle und spektroskopische Beobachtungen diese Ergebnisse. Mittlerweile sind die physikalischen Eigenschaften und der Orbit so gut bekannt, dass δ Equulei als Standardstern für verschiedene astronomische Untersuchungen dient.  Die modernen Werte für die Umlaufzeit betragen 5,713 Jahre (Söderhjelm, 1999), 5,703 ± 0,007 Jahre (Pourbaix, 2000), 5,705 8 ± 0,000 3 Jahre (Muterspaugh et al., 2005) und 5,705 89 ± 0,000 27 Jahre (Muterspaugh et al., 2008).
Bei einem Doppelsternsystem kreisen immer beide Komponenten um das gemeinsame Baryzentrum. Wenn nun der Hauptstern einen ruhenden Punkt in einem Koordinatensystem einnimmt und die Umlaufbahn von δ Equulei B relativ um A erscheint, besitzt ebendiese relative Bahn eine Exzentrizität von 0,437 und eine große Halbachse von 0,23″ (ca. 4,26 AE). Von der Erde aus erscheint uns aber der Orbit aufgrund der Bahnneigung von 99° perspektivisch stark verzerrt (scheinbare Bahn).
Berechnungen zeigen, dass sowohl um δ Equulei A als auch B eine stabile Planetenbahn existiert (Exoplanet vom Typ S), sofern die große Halbachse des (hypothetischen) Planeten ca. 2/3 einer AE (etwa 100 Mio. km) nicht übersteigt. Die Umlaufzeit eines Himmelskörpers mit dieser größtmöglichen großen Halbachse läge bei rund 0,42 Jahren. Größere Bahnen würden vom jeweiligen Nachbarstern gestört werden und wären somit nicht stabil. Für eine stabile Bahn um beide Sterne (Exoplanet vom Typ P) betrüge die Mindestgröße der großen Halbachse 16 AE und die hierzu gehörige Periode 37 Jahre. Eine Studie aus dem Jahr 2005 konnte keinen massereichen Planeten nachweisen.
Ein dritter Stern, δ Equulei C, befindet sich im Abstand von 76,5″ bei einem Positionswinkel von 6° zu δ Equulei A und B (Messung aus dem Jahr 2016). Dieser 10,2m helle Stern ist aber kein physisches Mitglied, sondern nur einen „optischer Begleiter“, d. h. hierbei handelt es sich nur um einen Hintergrundstern. Entdeckt wurde δ Equulei C von Wilhelm Herschel. 1781 maß er noch einen Abstand und einen Positionswinkel von 19,5″ und 78°.

## Ephemeriden
Aus den Bahnelementen in der Infobox rechts lassen sich folgende Ephemeriden berechnen (jeweils Jahresmitte):
| Jahr | Abstand | Positionswinkel |
| ---- | ------- | --------------- |
| 2018 | 0,33″   | 202,4°          |
| 2019 | 0,25″   | 196,8°          |
| 2020 | 0,05″   | 163,3°          |
| 2021 | 0,12″   | 19,3°           |
| 2022 | 0,15″   | 215,6°          |
| 2023 | 0,31″   | 205,7°          |